# 原子怪獣現わる
『原子怪獣現わる』（げんしかいじゅうあらわる、The Beast from 20,000 Fathoms）は、1953年に制作されたユージン・ルーリー監督によるモノクロ特撮怪獣映画。製作はアメリカ合衆国のワーナー・ブラザース映画。
核実験で現代に蘇った恐竜と人間との攻防を描き、映画史上初めて核実験の影響を受けた怪獣が登場した作品。『Monster from Beneath the Sea』のタイトルでも知られる。「核実験で蘇った巨大な怪獣が都市を襲撃する」という本作の設定や特撮技術は、『ゴジラ』（1954年）など後世の作品にも大きな影響を与えた。

## あらすじ

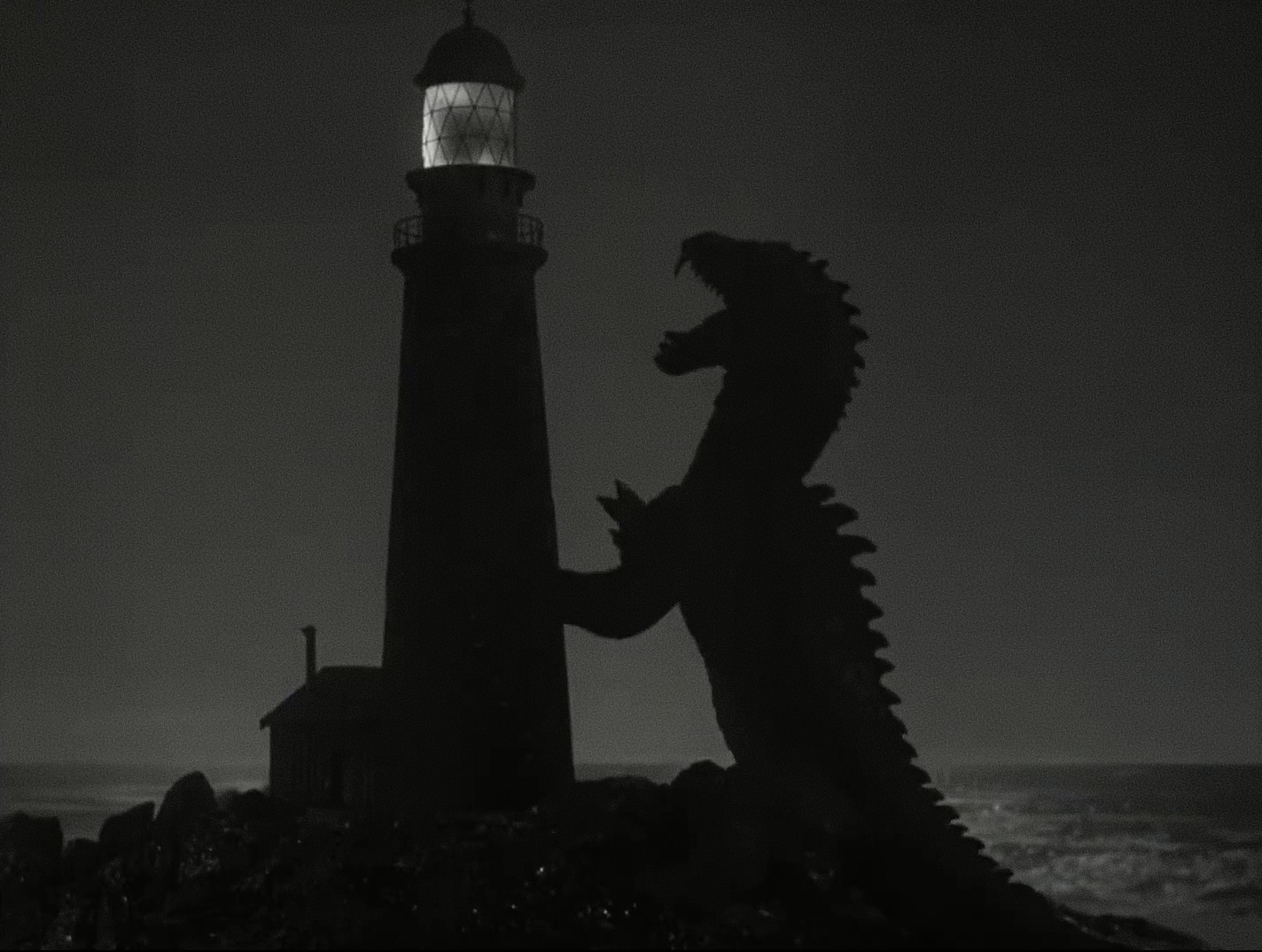
灯台を破壊するリドサウルス。

北極圏で核実験が行われる。様子を見ていた物理学者のトーマス・ネスビットは、「繰り返される核爆発がどのような結果をもたらすのか、今は誰にも分からないだろう」と予言じみたことをつぶやく。その翌日、野外調査に向かったネスビットは、核実験によって割れた氷原に現れた巨大な生物を目撃するが、軍部をはじめとして周囲の者は誰もネスビットの発言を信じないのだった。
だが、ネスビットの証言は古生物学者のサーグッド・エルソン教授と助手のリー・ハンターの耳に入り、エルソンはその姿から恐竜・リドサウルス（en）ではないかと推測する。やがて、巨大生物は北アメリカ大陸東海岸を南下し、グランド・バンクス（ニューファンドランド島沖の大漁場）とマーケットで漁船を、メイン州で灯台を襲撃する。ネズビットとエルソンらは生き残った漁師と面会し、ネスビットの目撃した恐竜がリドサウルスであることを確かめた。
教授は軍部と掛け合い、リドサウルスと同種の化石がハドソン川流域で発見されたことを挙げ、リドサウルスは北極から南下していると推測する。当初はネズビットの証言に動かなかった軍部も、この意見を受けてようやく重い腰を上げる。そして、エルソンはリドサウルスを待ち構えようとハドソン川河口の海底谷を潜水鐘で捜索し、予想通りリドサウルスが現れたものの、エルソンはリドサウルスによって潜水鐘ごと飲みこまれてしまう。
やがて、マンハッタンに上陸したリドサウルスは市街地で暴れ回り、幾多の死傷者を出す大惨事を巻き起こす。駆けつけた軍隊はリドサウルスを電気柵で足止めし、バズーカを命中させて海に追い返すが、リドサウルスがまき散らした血液は謎の病原体を含んでおり、さらに多くの人が感染症の犠牲になってしまう。
血液を流出させずにリドサウルスを倒すため、ネスビットは新兵器アイソトープ弾の使用を提案する。一方、リドサウルスは再上陸を試み、コニーアイランドの遊園地を襲撃する。軍隊の狙撃手のストーン伍長はアイソトープ弾を装填したグレネードランチャーを携えてリドサウルスと対決し、バズーカの傷跡にアイソトープ弾を撃ち込むことに成功する。リドサウルスは悲鳴を上げてのた打ち回った後、倒れて息絶えるのだった。

## キャスト
※括弧内は日本語吹替（テレビ版）
- トム・ネスビット教授：ポール・クリスチャン（仲村秀生）
- リー・ハンター：ポーラ・レイモンド（小原乃梨子）
- サーグッド・エルソン教授：セシル・ケラウェイ（早野寿郎）
- ジャック・エバンス大佐：ケネス・トビー（木村幌）
- フィル・ジャクソン大佐：ドナルド・ウッズ
- ジェイソン・ストーン伍長：リー・ヴァン・クリーフ
- ルーミス軍曹：スティーブ・ブロディ
- ジョージ・リッチー：ロス・エリオット
- ジェーコブ・ボーマン：ジャック・ペニック
- ウィリステッド軍曹：レイ・ハイク
- ナレーター／ラジオアナウンサー：ウィリアム・ウッドソン（小林恭治）

## スタッフ
- 監督：ユージン・ルーリー
- 製作：ジャック・ディーツ、ハル・チェスター
- 原作：レイ・ブラッドベリ
- 脚本：ルー・モーハイム、フレッド・フリーバーガー、ユージン・ルーリー、ロバート・スミス
- 撮影：ジャック・ラッセル
- 音楽：デビッド・バトルフ
- 美術：ユージン・ルーリー
- 編集：バーナード・W・バートン
- 特殊効果：ウィリス・クック
- 特殊撮影：レイ・ハリーハウゼン

## 制作

### 企画
原作は1951年にレイ・ブラッドベリが執筆した短編小説『霧笛』。特撮部分をブラッドベリの親友でもあったレイ・ハリーハウゼンが担当している。制作陣は著名だったブラッドベリ作品の映画化を企画し、早期に映画化の権利を取得した。映画の宣伝にはブラッドベリの名前が広く使われ、「サタデー・イブニング・ポスト掲載のレイ・ブラッドベリ作品」とクレジットされている。プロデューサーのジャック・ディーツとハル・チェスターは、『キングコング』のヒットに影響を受け、そこから「核兵器の影響で突然変異を起こした巨大生物」という構想を膨らませていった。
登場する巨大生物は、原作では「灯台のサイレンに反応して現れた」とされているが、映画では「水爆実験によって復活した」と設定が変更されている。「夜の灯台を怪獣が破壊する」というシーンに原作の名残が見られ、それが本作の名場面にもなっている。この怪物は、映画題名では「野獣（The Beast）」、劇中ではエルソン教授以外は「恐竜」「怪獣」と呼んでいた。後年の『恐竜の惑星』（1978年）にはリドサウルス風の恐竜が登場する。原作ではブロントサウルスをイメージしていたが、本作ではティラノサウルスをイメージしたデザインとなっている。初期デザインでは殻の頭をしていたり、くちばしのある恐竜として設定されていた。このデザインはサタデー・イブニング・ポストに掲載された。一時期は怪獣が「放射能性の炎」を吐くことが検討されたものの予算の関係で却下されたが、サタデー・イブニング・ポストにはそのままデザインが掲載された。この能力が、後のゴジラの放射火炎/放射熱線に影響を与えたのではないかとする説もある。

### 後年の作品への影響

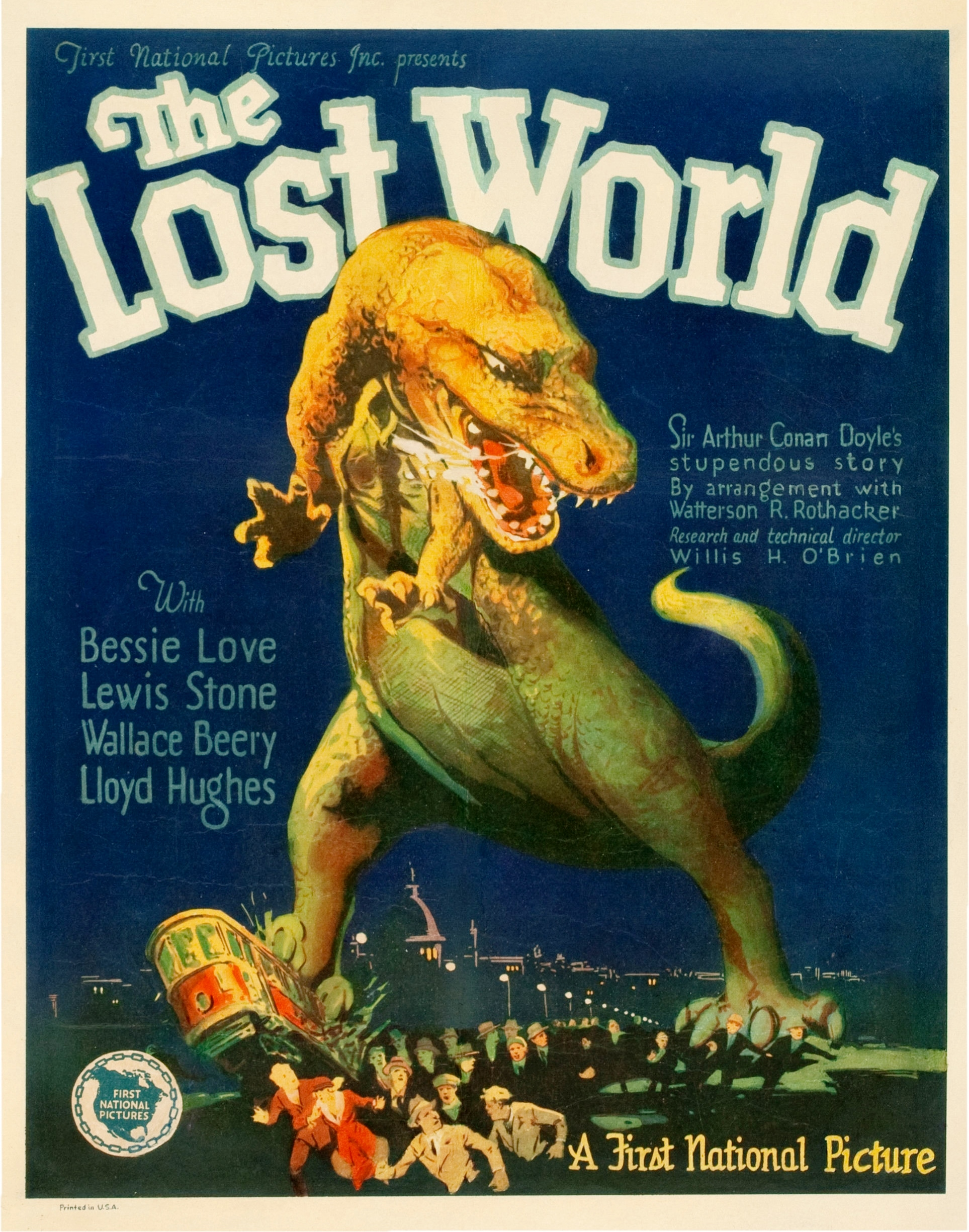
『キング・コング』にも影響を与えた『ロスト・ワールド』（1925年）

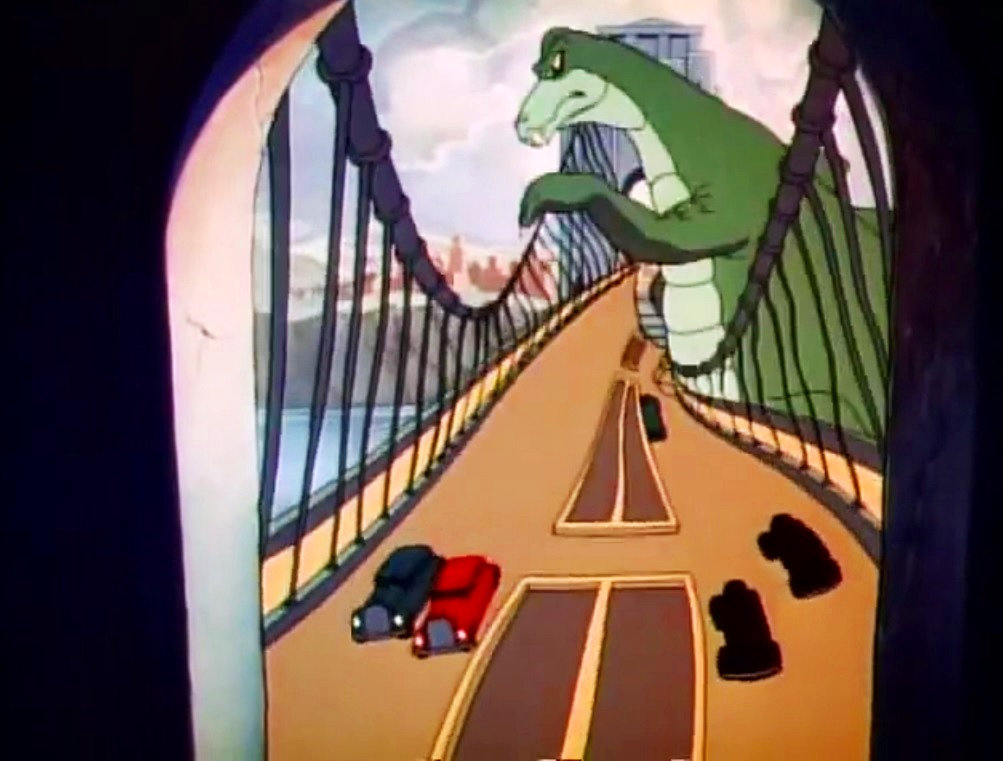
『原子怪獣現わる』と共に、近代型の怪獣映画の草分けの一つとして知られる『氷河の古代怪獣』（1942年）

日本配給時のポスター（大映、1954年）

ハリーハウゼンが映画製作を目指すきっかけとなった『キング・コング』のほか、銃弾を寄せつけず都市を破壊する古代の恐竜型怪獣を題材にした映像作品自体は、1925年の『ロスト・ワールド』や1942年のスーパーマン作品『氷河の古代怪獣』などがあり、本作品が初めてではない。一方、本作品のヒットを受け、『ゴジラ』『放射能X』『海獣ビヒモス』『怪獣ゴルゴ』など、「放射能の影響を受けた巨大生物」が登場する怪獣映画が数多く制作された。
とくに『ゴジラ』は、企画構想では「古代の恐竜がビキニ環礁での核実験で目覚めて東京に襲来し、架空の兵器で倒される」「企画段階の名称が『海底二万哩から来た大怪獣』と、本作の原題である『The Beast from 20,000 Fathoms』と似ている」、「撮影上の制約で着ぐるみに変更されたがゴジラもストップモーション・アニメーションでの撮影が計画されていた」、「怪物の人類への主だった最初の襲撃は漁船に対してである」、「事件を担当した学者が、件の怪獣または同族の出現に関して予言めいた発言をする」、上記の通り「怪物が放射能性の火炎を吐く」や「灯台を襲撃する」というアイディアが存在したなど、いくつかの類似点が見られる。日本では本作品と公開時期が近かったため、日米怪物映画合戦と報じられた。本作品を配給した大映は、『ゴジラ』との競合を狙って公開したとされる。
ハリーハウゼンも、2005年のピーター・ジャクソン版『キングコング』の公開に際したインタビューにて、日本のゴジラを「filch（盗作）」だと表現している。ハリーハウゼンは生前にゴジラを強く嫌悪していたとされており、着ぐるみによる撮影方法やゴジラのキャラクター自体を決して嫌ってはいなかったが、本作品との類似性だけでなく、「ゴジラシリーズ」の躍進に帰結した『キングコング対ゴジラ』の製作によって発生した軋轢によってウィリス・オブライエンが関係者を訴えようとしたが資金不足で諦めて失意のうちに亡くなり、メリアン・C・クーパーも『キングコング対ゴジラ』の公開に反対して関係者を訴えようとしていたなど、東宝が『キング・コング』を強く意識してオブライエンのアイディアを利用したにもかかわらず、師であるウィリス・オブライエンの顛末を含むハリーハウゼンが敬愛する『キング・コング』と（『キングコング対ゴジラ』によって躍進した）「ゴジラシリーズ（東宝）」の関係性がハリーハウゼンの「ゴジラ」への憎悪の最も大きな原因だったとも指摘されている。
ガメラや大魔神などの特撮作品で知られる大映も、1952年に『キング・コング』をリバイバル公開した後に1954年に本作の国内配給を行っており、大映自身の1965年の『大怪獣ガメラ』には、北極圏において飛行機に起因する核爆発によって怪獣が目覚め、後に別の国々の灯台を襲うという、『原子怪獣現わる』とのプロット上の類似性が見られ、「ガメラシリーズ」はこの両作品からの影響を受けている。また、本作の邦題に使われた「現わる」という表記は「ガメラシリーズ」との関係性を有する『宇宙人東京に現わる』や円谷英二たちも参加した『透明人間現わる』にも使用された。樋口真嗣の作品であり、平成ガメラ三部作と製作面の関連性を持つ『巨神兵東京に現わる』でもこの表記は踏襲されている。
リドサウルスをモデルにした怪物は、『恐竜の惑星』、『恐竜時代』、『Dinosaurs Attack!』、『ゴジラ ザ・シリーズ』などの数々の作品に登場した。1956年12月発売のバットマンを題材にしたコミックシリーズの Issue 104 には「"The Creature from 20,000 Fathoms!"」という、本作品を意識したタイトルの話が存在し、鼻から火炎を噴く怪物バボンガが登場している。
1990年の映画『グレムリン2 新・種・誕・生』や2008年の映画『クローバーフィールド/HAKAISHA』では、リドサウルスが暴れる場面が挿入されている。
また、2013年公開のハリウッド映画『パシフィック・リム』では、エンドクレジットでハリーハウゼンへの賛辞があるだけでなく、「怪獣が深海から突然現れ、怪獣の血液が毒性であるために人類がその対策を強いられる」という面が共通している。

## 原子怪獣リドサウルス（Rhedosaurus）

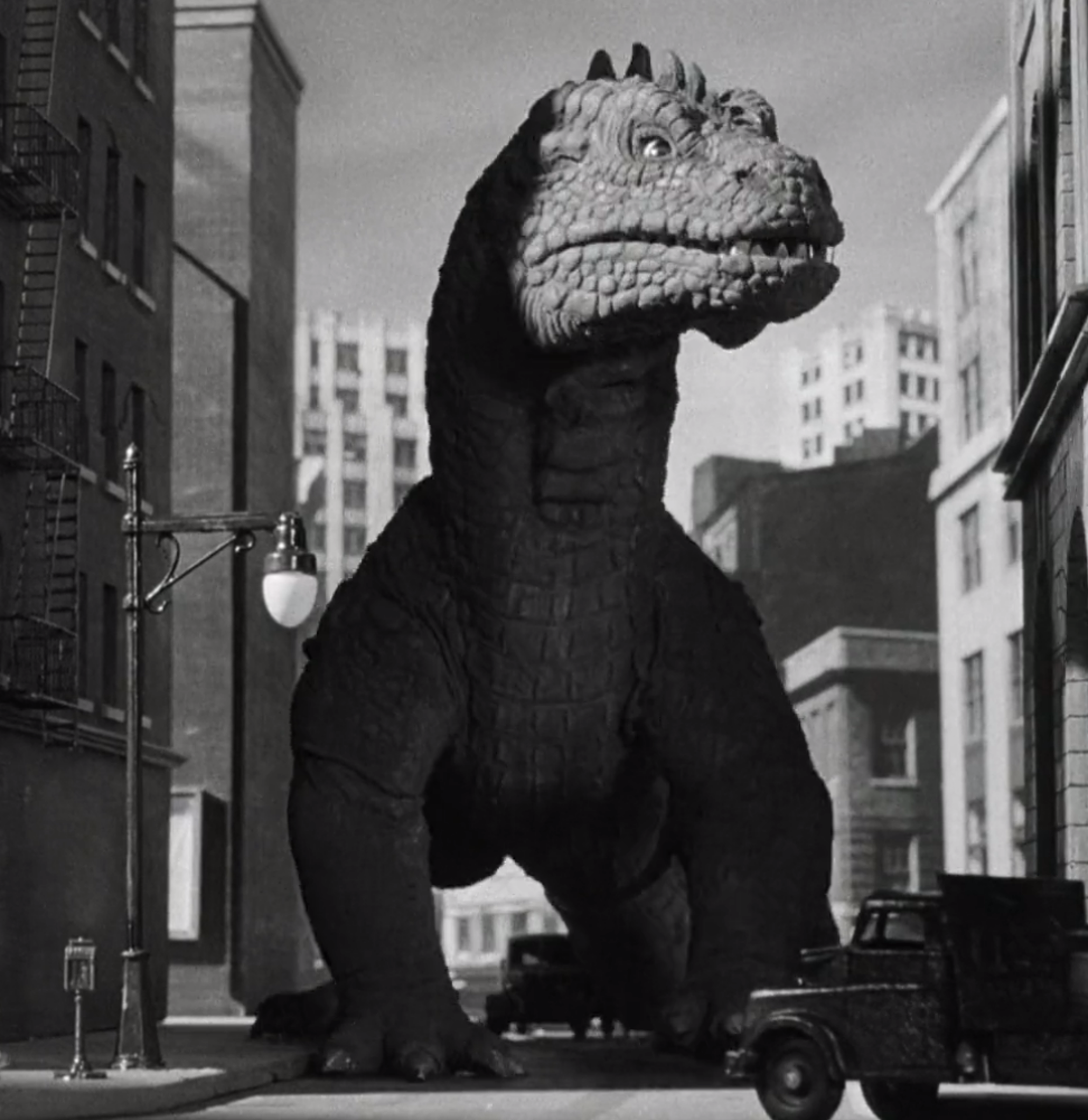
リドサウルス（en）

北極のバフィン湾で眠っていた1億年前の四足型巨大生物である。体長は60.96メートルで体重は500トンと推定される。頭蓋骨は分厚く、機関銃による銃撃にもびくともしない。また、血液には未知の細菌（病原体）が含まれているため、うかつな攻撃は被害を広げるだけになる。肉食であり、劇中では警官を捕食している。
氷河に眠っていたが、アメリカ軍が行った水爆実験で氷が溶け、目を覚ました。劇中の設定によると、ニューヨーク沖の海底峡谷にて同種の物とされる化石が見つかっており、かつての生息地であるニューヨークに上陸したと見られる。水中を自在に泳いで多くの漁船を破壊し、エルソン教授を乗せた潜水鐘も沈めた。最後はコニー・アイランドにてアイソトープ弾を撃ち込まれ、絶命した。